# Yunguyo (província)
Yunguyo é uma província do Peru localizada na região de Puno. Sua capital é a cidade de Yunguyo.

## Distritos da província
- Anapia
- Copani
- Cuturapi
- Ollaraya
- Tinicachi
- Unicachi
- Yunguyo